# Antifont
|  | Aquest article tracta sobre l'orador. Vegeu-ne altres significats a «Antifont (desambiguació)». |

Antifont   (Ramnunt, c. 480 aC - Atenes, 411 aC) va ser un orador grec sofista pertanyent a la mateixa generació de Pròdic de Queos. Fill de Sòfilos el sofista i nascut a Rhamnous (Àtica) el 480 aC. Va ser el primer que va regular la pràctica de l'eloqüència per unes lleis teòriques, i va obrir una escola on ensenyava retòrica.
Membre d'una família aristocràtica i defensor de l'oligarquia, Antifont de Ramnunt va atreure damunt d'ell les sospites dels qui el consideraven un conspirador contra el règim democràtic. Per aquesta raó, defugia la tribuna pública, per bé que s'havia guanyat bona fama com a logògraf, és a dir, com a redactor de discursos per encàrrec. Gaudia també de gran prestigi per la seva escola retòrica, on probablement exercia també l'activitat intel·lectual i mediàtica de la sofística.
Va idear i sufragar la revolta pro-oligàrquica del 411 aC. El fracàs d'aquesta revolta l va pagar amb la condemna a mort, la prohibició de sebollir les seves restes al sòl de l'Àtica, la confiscació dels seus béns i l'enderrocament de casa seva. Tanmateix, els atenesos haurien admirat encara la bellesa i la rotunditat del seu discurs de defensa.
De la seva obra retòrica conservem tres discursos d'encàrrec, Contra la seva madrastra, per emmetzinament, Sobre l'assassinat d'Herodes i Sobre el coreuta, a més de les tres Tetralogies, blocs de quatre models de discurs que deurien formar part del seu manual de retòrica. De l'obra sofística hi ha només fragments, pertanyents als tractats La veritat i Sobre la concòrdia, entre altres obres d'interès i de caràcter divers, inclosos temes antropològics i psicològics.
Com a logògraf, la tècnica argumentativa d'Antifont té un alt component de sofisticació: a més de les proves i proves derivades de la investigació dels tres casos, tots ells d'homicidi, i dels testimoniatges afegits al dossier a disposició del tribunal, Antifont recorre de manera constant a l'aplicació dels principis de versemblança formulats per l'escola siciliana de Còrax i Tísias. La versemblança exculpa o condemna en funció de categories lògiques: un ric no podria cometre un robatori, per exemple.
L'estil d'Antifont, que va ser el mestre de l'historiador Tucídides, es caracteritza per la sobrietat expressiva i les escasses concessions a la col·loquialitat. Integra nombrosos poetismes i jonismes i és també força reeixit en la narració.
Com a assagista, radicalitza la contraposició llei-natural-llei política (phúsis-nomos). Pensa que les lleis humanes sorgeixen de l'interès personal i egoista dels homes, de tal manera que «allò que és just segons la naturalesa és injust segons la llei humana», i això és el que produeix la desigualtat social. En la llei de la natura impera sempre la veritat, en la llei humana tot és aparença. Va destacar en la seva obra la necessitat de l'educació.
Igual que Hípies d'Elis creu que la solució per evitar la desigualtat és tornar a l'estat natural.
La darrera vegada que va parlar en públic va ser l'any 411 aC quan va participar en la Revolució dels Quatre-cents que va portar l'oligarquia al poder a Atenes. Enderrocat aquest govern al cap de sis mesos va ser condemnat a mort per negociar la pau amb Esparta, els seus béns confiscats, i enterrat amb la inscripció «Antifont el traïdor» (411 aC).